# Волынский, Дмитрий Петрович
Дмитрий Петрович Волынский — голова, воевода и начальник Холопьего приказа во времена правления Михаила Фёдоровича и Алексея Михайловича.
Из дворянского рода Волынские. Младший сын воеводы Петра Фёдоровича Волынского и Ульяны Владимировны урождённая Карпова-Лошкова.

## Биография
В 1627-1677 годах упоминается московским дворянином. В марте 1634 года назначен воеводой в Белгород. В 1646 годах описывал земли Малоярославецкого уезда. В мае 1650 года при богомолье государыни Марии Ильиничны Милославской в Троице-Сергиев монастырь был в числе сопровождающих. В 1651 и 1652 годах сопровождал государыню в её поездках в село Хорошево, Троице-Сергиев монастырь и в иные места. В декабре 1653 года указано ему встретить грузинского царевича Николая Давыдовича, но заместничал с князем Хилковым и на встречу не пошёл. В январе 1654 года был приставом при этом царевиче, обедал с ним у Государя, а затем за несправедливое местничество бит батогами. В феврале 1654 года назначен головою у наряда (артиллерии), в предстоящем походе, в полку боярина и воеводы Фёдора Борисовича Долматова-Карпова. В апреле 1659 года будучи начальником Холопьего приказа, смещён Григорием Борисовичем Нащокиным. В 1659 году местничал с Андреем Степановичем Вельяминовым и князем Петром Ивановичем Щетининым. В мае 1660 года пристав у грузинского царевича Николая Давыдовича, а в июне сопровождал его вместе с его матерью царицей Еленой Леонтьевной из Москвы до Терека.
Крупный землевладелец: имел поместья и вотчины в Боровском, Верейском, Владимирском и Пошехонском уездах.
Имел единственного сына — стольника Александра Дмитриевича Волынского, женатого на № Ивановне урождённая Годунова, дочь окольничего Ивана Ивановича Годунова.